# Coupe de Suède de football 2018-2019
Navigation
Édition précédente Édition suivante
La coupe de Suède de football 2018-2019 est la 63e édition de la coupe de Suède de football, organisée par la Fédération suédoise de football. Elle prend place du 15 mai 2018 au 30 mai 2019. Elle voit BK Häcken remporter la compétition pour la deuxième fois de son histoire.

## Phase finale

### Tableau final
|  | Quarts de finale | Quarts de finale |                |       | Demi-finales | Demi-finales |  |  | Finale      | Finale      |
|  | Quarts de finale | Quarts de finale |                |       | Demi-finales | Demi-finales |  |  | Finale      | Finale      |
|  |                  |                  |                |       |              |              |  |  |             |             |
|  | 10 mars 2019     | 10 mars 2019     |                |       | 16 mars 2019 | 16 mars 2019 |  |  | 30 mai 2019 | 30 mai 2019 |
|  | 10 mars 2019     | 10 mars 2019     |                |       | 16 mars 2019 | 16 mars 2019 |  |  | 30 mai 2019 | 30 mai 2019 |
|  | Djurgårdens IF   | 0 (4)            |                |       | 16 mars 2019 | 16 mars 2019 |  |  | 30 mai 2019 | 30 mai 2019 |
|  | Djurgårdens IF   | 0 (4)            |                |       | 16 mars 2019 | 16 mars 2019 |  |  | 30 mai 2019 | 30 mai 2019 |
|  | Hammarby IF      | 0 (2)            |                |       | 16 mars 2019 | 16 mars 2019 |  |  | 30 mai 2019 | 30 mai 2019 |
|  | Hammarby IF      | 0 (2)            | Djurgårdens IF | 2     |              |              |  |  | 30 mai 2019 | 30 mai 2019 |
|  | 9 mars 2019      |                  | Djurgårdens IF | 2     |              |              |  |  | 30 mai 2019 | 30 mai 2019 |
|  |                  | BK Häcken        | 3              |       |              |              |  |  | 30 mai 2019 | 30 mai 2019 |
|  | BK Häcken        | BK Häcken        | 3              | 4     |              |              |  |  | 30 mai 2019 | 30 mai 2019 |
|  | BK Häcken        |                  |                | 4     |              |              |  |  | 30 mai 2019 | 30 mai 2019 |
|  | GAIS             | 1                |                |       |              |              |  |  | 30 mai 2019 | 30 mai 2019 |
|  | GAIS             | 1                | BK Häcken      | 3     |              |              |  |  |             |             |
|  | 9 mars 2019      |                  | BK Häcken      | 3     |              |              |  |  |             |             |
|  |                  | AFC Eskilstuna   | 0              |       |              |              |  |  |             |             |
|  | Östers IF        | AFC Eskilstuna   | 0              | 2     |              |              |  |  |             |             |
|  | Östers IF        | 17 mars 2019     |                | 2     |              |              |  |  |             |             |
|  | AIK Solna        | 4                |                |       |              |              |  |  |             |             |
|  | AIK Solna        | 4                | AIK Solna      | 1 (5) |              |              |  |  |             |             |
|  | 10 mars 2019     |                  | AIK Solna      | 1 (5) |              |              |  |  |             |             |
|  |                  | AFC Eskilstuna   | 1 (6)          |       |              |              |  |  |             |             |
|  | AFC Eskilstuna   | AFC Eskilstuna   | 1 (6)          | 2     |              |              |  |  |             |             |
|  | AFC Eskilstuna   |                  |                | 2     |              |              |  |  |             |             |
|  | Halmstads BK     | 1                |                |       |              |              |  |  |             |             |
|  | Halmstads BK     | 1                |                |       |              |              |  |  |             |             |

### Quarts de finale
| Date et lieu | Équipe 1            | Score                  | Équipe 2          | Affluence |
| ------------ | ------------------- | ---------------------- | ----------------- | --------- |
| 10 mars 2019 | Djurgårdens IF (D1) | 0 - 0 4 - 2 (t. a. b.) | (D1) Hammarby IF  |           |
| 9 mars 2019  | BK Häcken (D1)      | 4 - 1                  | (D2) GAIS         |           |
| 9 mars 2019  | Östers IF (D2)      | 2 - 4                  | (D1) AIK Solna    |           |
| 10 mars 2019 | AFC Eskilstuna (D1) | 2 - 1                  | (D1) Halmstads BK |           |

### Demi-finales
| Date et lieu | Équipe 1            | Score                  | Équipe 2            | Affluence |
| ------------ | ------------------- | ---------------------- | ------------------- | --------- |
| 16 mars 2019 | Djurgårdens IF (D1) | 2 - 3                  | (D1) BK Häcken      |           |
| 17 mars 2019 | AIK Solna (D1)      | 1 - 1 5 - 6 (t. a. b.) | (D1) AFC Eskilstuna |           |

### Finale
| Date et lieu                         | Équipe 1       | Score | Équipe 2            | Affluence |
| ------------------------------------ | -------------- | ----- | ------------------- | --------- |
| 30 mai 2019 Bravida Arena (Göteborg) | BK Häcken (D1) | 3 - 0 | (D1) AFC Eskilstuna |           |